# Letiția Munteanu
Letiția Munteanu (Balázsfalva, 1902. február 7. – Kolozsvár, 1979. szeptember 4.) erdélyi román festőművész.

## Életpályája
1925 és 1929 között a kolozsvári Szépművészeti Iskolában tanult, ahol tanárai Aurel Ciupe, Catul Bogdan és Anastase Demian voltak. 1929 után festészetére hatott vőlegénye, Tasso Marchini. Képei sajátos hangulatot tükröznek, jellemzőek a posztimpresszionista tájképei, jól megtervezett csendéletei, finom színezésű portréi.
Egyéni kiállításai voltak Szatmáron (1930, 1932, 1933). Az 1931-es bukaresti Salonul Oficial kiállításán a kritikusok megdicsérték a Tasso Marchiniről festett portréját.
Nagybányán és Máramarosban is festett Tasso Marchinivel és Traian Bilţiu-Dăncuşsal, akikkel 1935-ben Balcsikba ment tanulmányútra.
A kolozsvári Művészeti Líceum tanára volt. Rendszeresen részt vett a bukaresti országos kiállításokon.